# Papa Sisto III
Sisto III (in latino Xystus III; Roma, 390 circa – Roma, 19 agosto 440) è stato il 44º vescovo di Roma e papa della Chiesa cattolica, che lo venera come santo. Fu papa dal 31 luglio 432 fino alla sua morte.

## Biografia

### Pontificato

#### Decisioni in materia dottrinale
Prima della sua elezione, Sisto era un personaggio di spicco del clero romano e già teneva una certa corrispondenza con sant'Agostino. Il suo pontificato fu caratterizzato dalle controversie nestoriane e pelagiane; probabilmente fu a causa del suo carattere conciliante che fu falsamente accusato di propendere verso queste eresie. Nella controversia pelagiana, inoltre, frustrò il tentativo di Giuliano di Eclano di essere riammesso in comunione con la Chiesa cattolica.
Come papa approvò gli Atti del Concilio di Efeso, in cui il dibattito sulla natura umana e divina di Gesù si trasformò in una discussione sul tema se Maria potesse essere chiamata "Madre di Gesù" in quanto uomo, o "Madre di Cristo" in quanto uomo e Dio. Il concilio attribuì, infine, a Maria il titolo greco di Theotókos ("portatrice di Dio"). 

Una delle sue principali preoccupazioni fu anche quella di riportare la pace tra Cirillo di Alessandria e Nestorio patriarca di Costantinopoli.
Sisto III convocò un Concilio per la sede metropolitana di Roma nel 433.

#### Relazioni con le sedi episcopali
Nel 437 restituì il vescovo Brizio alla cattedra di Tours, da cui era stato allontanato sette anni prima per accuse rivelatesi poi infondate.
Difese anche i diritti della Santa Sede sull'Illiria sia contro i vescovi locali che contro gli ambiziosi disegni di Proclo Patriarca di Costantinopoli. Confermò, infine, la posizione dell'arcivescovo di Tessalonica come capo della Chiesa illirica.

#### Governo di Roma
Sisto III si fece promotore dell'edificazione e del restauro di molte chiese romane. La basilica di Santa Sabina sul Colle Aventino venne inaugurata durante il suo pontificato. Sisto fece restaurare anche la basilica di Santa Maria Maggiore (già basilica liberiana), rimasta danneggiata dall'epoca dei tumulti in occasione dell'elezione di papa Damaso (366), la cui dedica a Maria, ribadita dall'iscrizione "Virgo Maria, tibi Xystus nova tecta dictavi", sottolinea il dogma decretato dal concilio di Efeso; fece poi restaurare la basilica di San Lorenzo fuori le mura. Inoltre arricchì la basilica di San Pietro e quella Laterana con preziosi regali ottenuti dall'imperatore Valentiniano III.

## Morte e sepoltura

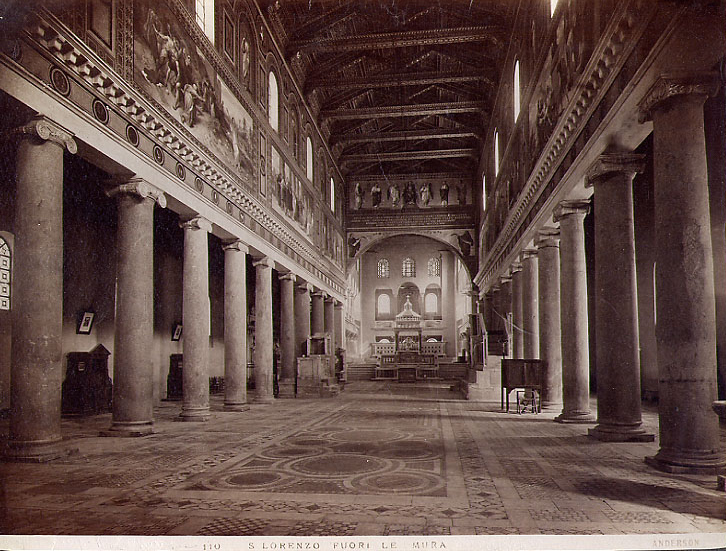
Chiesa di San Lorenzo Fuori le Mura, luogo di sepoltura di Sisto III.

Morì il 19 agosto del 440 e fu sepolto nella basilica di San Lorenzo fuori le mura.

## Opere attribuite
Sisto III fu autore di nove epistole, ma non compose mai le opere De divitiis, De malis doctoribus e De castitate a lui attribuite. Inoltre, è una falsificazione l'opera che tramanda come il console Basso lo accusasse di vari crimini. 

## Culto
Il suo nome compare nel Martirologio di Adone, del IX secolo.
La sua festa ricorre il 19 agosto.
Dal Martirologio Romano:
Nella basilica di Santa Maria Maggiore in Roma è presente un grande mosaico con iscrizione dedicatoria a Sisto III.